# Braslovče
Braslovče er en bebyggelse og kommune i det nordlige Slovenien. Det meste af kommunen med undtagelse af den nordlige del af byen Letuš ligger på den floden Savinjas østlige bred. Området var del af den traditionelle region Steiermark. Det er nu en del af Savinjska regija.
Braslovče bliver nævnt første gang i nedskrevne dokumenter dateret til 1140 e.v.t. I den anden halvdel af det 14. århundrede fik Braslovče købstadsrettigheder af Greven af Cilli. Sognekirken, der er bygget på en lille bakke nord for byen, er dedikeret til Jomfru Marias optagelse i himlen og tilhører det romerskkatolske stift i Celje. Den bliver først nævnt i kilder fra 1120. Det meste af den nuværende bygning dateres tilbage til det 18. og 19. århundrede.